# Scott Zimmerman
Pour les articles homonymes, voir Zimmerman.
Pas d'image ? Cliquez ici

a Compétitions nationales et continentales officielles uniquement.

Dernière mise à jour le 21 mai 2013.
Scott Zimmerman, né le 20 août 1980, est un joueur de rugby à XV évoluant au poste de pilier.

## Biographie
Joueur du Racing Métro 92 jusqu'en 2012, il signe à l'US Dax en tant que joker médical. Pour la saison 2013, il signe au RC Narbonne, mais semble ne pas avoir disputé de rencontres de la saison[réf. nécessaire]. Né d'un père alsacien et d'une mère anglaise, il possède la double nationalité franco-britannique.

## Carrière
- 2002-2005 :  Stade rochelais (Pro D2)
- 2005-2008 :  Plymouth Albion (RFU Championship)
- 2008-2009 :  US bressanne (Pro D2)
- 2009-2010 :  CA Brive (Top 14)
- 2010-janvier 2012 :  Racing Métro 92 (Top 14)
- janvier 2012-juin 2012 :  US Dax (joker médical) (Pro D2)